# ハイぶりっ子ちゃん
ハイぶりっ子ちゃん（ハイぶりっこちゃん）は、長野県佐久市を中心に活動するご当地キャラクター。

## 概要

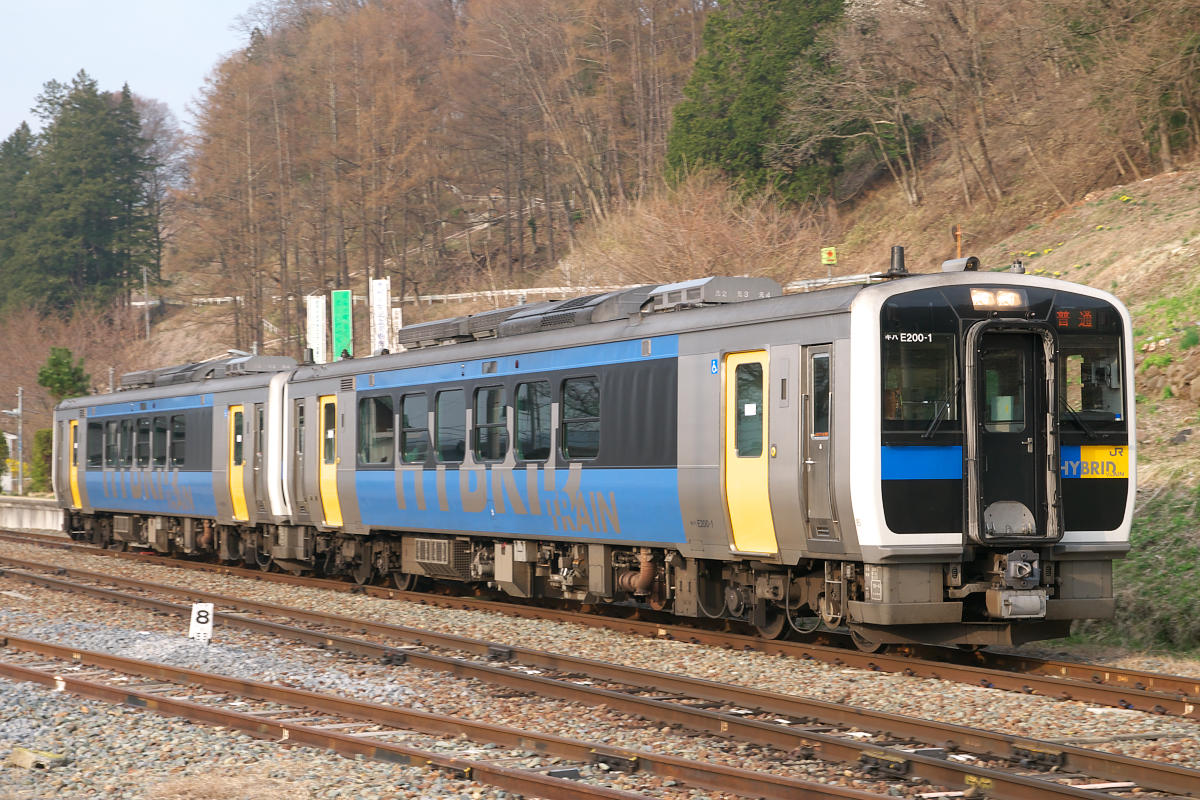
ハイブリッド車両のキハE200形

頭には兎の耳が付いたJR東日本キハE200形気動車の形をした被り物を装着し、それより下が全体が青いタイツで覆われた容姿を持つ。設定上は頭が本体（ハイブリッド生命体）で、胴体は「女性型妖精の乗務員」である。
元は小海線全通80周年にあわせた佐久市の公認キャラクターを目指して考案されたが却下となったため、考案者が経営するピアノ店のある中込商店街公認という形でキャラクター化が実現した。そのため長野県内でのマネジメントは基本的に同ピアノ店が行っている。

## メンバー
2016年10月時点で約25人のメンバーがいる。ただし、イベント出演時はキハE200形の最大編成両数が3両であることを踏まえて最大3人での登場となる。2014年の登場当初は全員が考案者の知人で、メンバーも約10人だった。
2015年にNHK大河ドラマ『真田丸』が放映されたのに合わせ、タイツを赤くして六文銭をあしらった「ハイぶりっ子ちゃん丸」が登場したことがある。

## アテンダント
- 黒耳ジゼル
- 空耳優子
- 白耳ぱる子
- ギザ耳ルナ子

## 活動
当初は中込駅や岩村田駅周辺のイベント出演を行っていたが、小海線全通80周年の年が終わってからは小海線沿線全体に活動範囲を広げ、人気の高まりを受けて長野県全体で登場している。
2022年現在、公式サイトでは長野県内向けの窓口と県外向けの窓口の両方が設けられている。

## 楽曲
2014年時点では口がきけなかったが、2015年に「青の集会」でCDデビューしている。2020年には2枚目「ごとごとごとりん」をリリースしている。